# اسلام‌آباد قنات شهباز
اسلام‌آباد قنات شهباز روستایی در دهستان چشمه زیارت بخش مرکزی شهرستان زاهدان استان سیستان و بلوچستان ایران است.

## جمعیت
بر پایه سرشماری عمومی نفوس و مسکن در سال ۱۳۹۵ جمعیت این مکان ۶۵ نفر (۱۶ خانوار) بوده‌است.